# عصام كاريكا
عصام عبد العزيز محمد أحمد أو عصام كاريكا هو مطرب وملحن مصري وموزع مويسقي كما شارك في التمثيل في فلمين من أفلام السينما، وقدم الالحان إلى الكثير من أشهر المغنين العرب منهم عمرو دياب ديانا حداد حمادة هلال مصطفى كامل سميرة سعيد ومحمد منير في البوم من أول لمسه والتي لاقت نجاحا جيد مثل وهي عاملة ايه دلوقت لـ عمرو دياب والايام لـ حمادة هلال.

## نشأته
ولد عصام كاريكا بأسوان في 13 مايو سنة 1969 لعائلة مصرية. وعاش فترة من الزمن في محافظة أسوان، أشار عليه بعض المقربين بالذهاب إلى مصر ومن مصر بداية رحلته في عالم الشهرة حيث كان يحيي الحفلات والتي سرعاناً ما نقلته إلى عالم الفن والأضواء بسرعه كبيرة،
يعيش عصام مع عائلته في القاهرة منذ فترة
لمع في أغنية روميو الذي ذاع صيتها في مصر.
بدايته كانت من خلال تلحينه لأغنية الفنان محمد محيي (أعتابك على ايه)

## الأعمال
- فيلم عايز حقي
- فيلم الفرقة 16 اجرام
- مسلسل الرجل العناب
- فيلم الخطاف
- مسلسل البسنت و دياسطي

## وصلات خارجية
- عصام كاريكا على موقع IMDb (الإنجليزية)
- عصام كاريكا على موقع الدهليز
- عصام كاريكا على موقع قاعدة بيانات الأفلام العربية
- عصام كاريكا على موقع ميوزك برينز (الإنجليزية)